# Пржевлоцкий, Мариан Мечиславович
Мариан Роман Мечиславович Пржевлоцкий (пол. Marian Roman Przewłocki; 1888 — 1966) — польский военный деятель.

## Биография
Мариан Пржевлоцкий родился 27 февраля 1888 года в Каменец-Подольском в дворянской семье.  Начальное образование получил в Одесском кадетском корпусе, военное образование получил в Николаевском кавалерийском училище. По состоянию на 1 января 1910 года служил в чине корнета в 12-м уланском Белгородском полку
Принимал участие в Первой мировой войне. По состоянию на 6 марта и 2 мая 1915 года служил в чине поручика в том же полку. В 1917 году окончил курсы в Николаевской академии Генерального штаба, затем служил в штабе 12-й кавалерийской дивизии. В том же году произведён в ротмистры.
В 1917—1918 годах служил в штабе 1-го Польского корпуса. 5 декабря 1918 года перешёл на службу в польскую армию. Занимал должности начальника штаба Лодзинского военного округа, начальника штаба инспекции кавалерии, с марта 1919 по март 1920 года был начальником штаба Волынского фронта, в январе 1920 года — сентябре 1921 года командир кавалерийской дивизии в армии «государства» Центральная Литва. Затем до 1924 года был начальником штаба 1-го военного округа, с 1924 по 1925 годы начальник Центральной кавалерийской школы.

## Награды
Мариан Пржевлоцкий был удостоен следующих российских и польских наград:
- Орден Святого Владимира 4-й степени с мечами и бантом (Высочайший приказ от 6 марта 1915);
- Орден Святой Анны 2-й степени с мечами (утверждён Высочайшим приказом от 2 мая 1915);
- Орден Святого Станислава 2-й степени с мечами (утверждён Высочайшим приказом от 2 мая 1915);
- Офицер ордена Возрождения Польши;
- Золотой Крест Заслуги;
- трёхкратный кавалер Креста Храбрых.